# Infix (Chemie)
Das Infix ist ein Begriff aus der chemischen Nomenklatur. Es ist eine nichtabtrennbare Silbe, die in der chemischen Nomenklatur vor einem Suffix oder einer Klassenbezeichnung (Teil eines Funktionsstammnamens, z. B. „-säure“  in Phosphonsäure) steht. Das Infix modifiziert also eine Klassenbezeichnung:
| Infix  | Name, Suffix oder Klassenbezeichnung | Name inkl. Infix (modifizierte Klassenbezeichnung) | Halbstrukturformel |
| ------ | ------------------------------------ | -------------------------------------------------- | ------------------ |
| thio   | -säure                               | -thiosäure                                         | R–CS–OH            |
| pe     | Lutidin                              | Lupetidin                                          | –                  |
| peroxo | -säure                               | -peroxosäure                                       | R–CO–O–OH          |
| thio   | Pentansäure                          | Pentanthiosäure                                    | CH3(CH2)3COSH      |